# Opoku Ware I.
Opoku Ware I. (* 1700; † 1750) war von 1720 bis 1750 der zweite Asantehene (Herrscher) des Aschantireiches im heutigen Ghana.
Opoku Ware I. war der Großneffe des vorherigen (ersten) Asantehene, Osei Tutu, und setzte sich auf Betreiben des mächtigen Priesters Okomfo Anokye gegen einen um die Herrschaft konkurrierenden Neffen Osei Tutus als Herrscher der Aschanti durch. Zu Beginn seiner Amtszeit musste er in zwei Kriegen Aufstände der von seinem Vorgänger unterworfenen Denkyra, Akwapim und Sefwi niederschlagen, die sich mit den Akim gegen die Herrschaft der Aschanti verbündet hatten. 1730, während sich Opoku Ware und seine Armee in Akyem befanden, eroberte ein Oberhaupt der Sefwi die Hauptstadt Kumasi und plünderte die Stadt und den Palast mitsamt seinen reichen Goldschätzen. Opoku Ware gründete daraufhin die sogenannte Ankobea-Division, eine militärische Einheit, die von nun ab grundsätzlich für die Bewachung der Hauptstadt und des Staatsschatzes zuständig war.
Opoku Ware eroberte in den folgenden Jahren die benachbarten Staaten der Techiman, Bono, Gyaman und Gonja. 1744/45 schließlich zwang er auch das Königreich der Dagomba unter seine Herrschaft und nötigte die Dagomba, einen jährlichen Tribut an Sklaven zu zahlen. Die Zahlenangaben für diese „Tributlieferungen“ schwanken zwischen einigen hundert und 2000 Sklaven pro Jahr. Auf diese Weise waren die Dagomba (und bald weitere Völker) genötigt, für die Aschanti auf Sklavenjagd zu gehen. Zudem kontrollierten das Aschantireich nun die Handelswege zwischen den großen Reichen am Niger und der Goldküste. Am Ende seiner Amtszeit beherrschte er den größten Teil des heutigen Ghana, mit Ausnahme der direkten Küstenregion. Ein Sieg über das Königreich der Ga brachte dem Aschantikönigreich zudem die Kontrolle über die europäischen Forts in Accra.